# Manual (álbum)
| Críticas profissionais | Críticas profissionais |
| Avaliações da crítica  | Avaliações da crítica  |
| Fonte                  | Avaliação              |
| ---------------------- | ---------------------- |
| Allmusic               | [ 1 ]                  |

Manual ou Guia Livre de Dissolução dos Sonhos é o segundo álbum da banda goiana de rock psicodélico Boogarins, lançado em 2015. Durante a turnê de primavera do seu primeiro disco na Europa em 2014, os Boogarins tomaram um desvio de duas semanas para o Estúdio Circo Perrotti de Jorge Explosion em Gijón, na Espanha, onde eles começaram a compor o que viria a ser o Manual. Gravando à fita, o grupo levou as gravações para o Brasil, e durante vários meses, entre regulares apresentações pela América do Sul, eles completaram o álbum no estúdio caseiro de Benke, adicionando duas novas canções e camadas de sons que casaram as novas gravações da banda com a sonoridade do seu álbum de estreia. As letras também são mais socialmente conscientes comparadas às de seu antecessor.

## Lista de faixas
| N.º | Título                              | Duração |  |
| 1.  | "Truques"                           | 0:44    |  |
| 2.  | "Avalanche"                         | 3:30    |  |
| 3.  | "Tempo"                             | 5:17    |  |
| 4.  | "6000 Dias (Ou Mantra dos 20 Anos)" | 4:23    |  |
| 5.  | "Mario de Andrade / Selvagem"       | 4:27    |  |
| 6.  | "Falsa Folha de Rosto"              | 5:10    |  |
| 7.  | "Benzin"                            | 4:10    |  |
| 8.  | "San Lorenzo"                       | 3:34    |  |
| 9.  | "Cuerdo"                            | 4:55    |  |
| 10. | "Sei Lá"                            | 4:59    |  |
| 11. | "Auchma"                            | 2:26    |  |

## Equipe
Boogarins
- Ynaiã Benthroldo - bateria
- Dinho Almeida - voz e guitarra rítmica
- Benke Ferraz - guitarra solo
- Raphael Vaz - baixo

Equipe adicional
- Boogarins - Produção